# Liu Fameng
Liu Fameng 刘法孟 (cinese) (Xiongxian, 1902 – Hong Kong, 17 marzo 1964) è stato un insegnante cinese.
Liu Fameng (刘法孟), più conosciuto con la pronuncia cantonese di Lau Fat Mang, è un esperto molto importante nella trasmissione dell'Yingzhaoquan.

## La vita
Liu Fameng nacque nel 1902 nel villaggio Dongto, nella contea di Xiongxian nella provincia di Hebei. Era un nipote del celebre Liu Shijun (劉仕俊).
Egli studiò l'Yingzhaoquan con Liu Qiwen (劉啟文) e da Chen Zizheng (陳子正).
Liu Fameng seguì poi Chen Zizheng a Shanghai presso la Jingwu Tiyu Hui dove assunse il ruolo di assistente di Chen. Nel 1924, Chen Zizheng si trasferì ad Hong Kong per dirigere la locale succursale della Jingwu Tiyu Hui e Liu Fameng rimase con il ruolo di insegnante in capo nella sede centrale. Nel 1926 l'associazione aprì una nuova sede a Foshan in Guangdong e Liu venne inviato a dirigerla.
Nel 1929, Chen Zizheng lasciò Hong Kong e Liu Fameng venne chiamato a sostituirlo nella succursale del luogo.
In Hong Kong nello stesso periodo erano presenti altri due insegnanti dell'Hebei: Geng Dehai (esperto di Dasheng Piguamen 大聖劈掛門) e Ye Yuting (esperto in Mizongquan); per questo motivo essi vennero chiamati “i tre eroi dell'Hebei”.
Nel 1931, Liu venne chiamato ad insegnare all'associazione di arti marziali Zhong Nan ().
Nel 1933 venne invitato ad assumere il ruolo di istruttore di arti marziali nell'esercito del Guangdong, così tornò in Cina ed aprì la propria scuola di Yingzhaoquan (Liu Fameng Yingzhao Pai). Durante l'invasione Giapponese egli istituì l'unità “Dadao” (大刀) nel 19º reggimento, un corpo speciale di esperti di arti marziali che compiva incursioni nei campi nemici.
Alla fine della guerra nel 1945, Liu si trasferì a Canton.
Nel 1949 invece fece ritorno, sotto la spinta della vittoria di Mao Zedong, ad Hong Kong con tutta la sua famiglia. il 21 ottobre del 1954 viene arrestato per stupro rivolto a una ragazzina di 6 anni e poi uscirne per mancanza di prove 2 settimane dopo.↵Il 17 marzo 1964 egli muore all'età di 62 anni a causa di una polmonite.
Tra i suoi allievi ricordiamo i 5 figli: Lily Lau (劉莉莉, Liu Lili), Francis Lau (), Ruth Lau (), Gini Lau () e James Lau ().